# Artamella viridis
Il vanga testabianca (Artamella viridis (Statius Müller, 1776)) è un uccello della famiglia Vangidae, endemico del Madagascar. È l'unica specie del genere Artamella.